# Публій Нігідій Фігул
Публій Нігідій Фігул (98 — 44 рр. до н. е.) — відомий філософ, вчений, політик та письменник пізньої Римської республіки.

## Життєпис
Походив з родини нобілів Нігідіїв. Син Гая Нігідя Фігула, претора 145 року до н. е. Публій Фігул брав активну участь у політичних процесах, був прихильником республіки з одного боку, а з іншого — оптиматів. Під час заколоту Катіліни у 63 році до н. е. підтримав дії свого друга Цицерона.
У 60 році до н. е. обраний курульним еділом, у 59 році до н. е. став народним трибуном. У 58 році до н. е. обраний претором. У 52-51 роцах був легатом в провінції Азія при Квінті Мінуції Термі. Фігул надавав підтримку Гнея Помпею Великому проти Гая Цезаря. Публій разом з Луцієм Доміциєм Агенобарбом керував у 49 році до н. е. обороною м. Корніфіцій проти військ Цезаря. Після капітуляції міста Публій Фігул потрапив у полон. Втім незабаром був звільнений. Після цього Фігул відразу попрямував до війська Помпея й брав участь у битві при Фарсалі (48 рік до н. е.). Після поразки помпеянців у 45 році до н. е. був відправлений у вигнання, де й помер у 44 році до н. е.

## Творчість
Публій Фігул приділяв свою увагу багатьом напрямках життя, науки, філософії, надаючи свої коментарі, розробляючи та пояснюючи питання. Був прихильником неопіфагорійців. З його доробку збереглося лише 12 уривків. Про значну частину його робіт відомо з праць інших вчених. Про деякі відомо лише за назвами.
Мова Фігула була дуже складною, занадто вченою. така, що її розуміли лише окремі спеціалісти та дослідники. Твори не мали загально вжитку.

## Твори
- «Коментар граматики» з 29 книг. Особливо значну увагу приділяється латинській орфографії.
- «Про жести».
- «Про богів з 19 книг».
- «Про ворожіння за птахами».
- «Про ворожіння за внутрощами тварин».
- «Тлумачення снів».
- «Про небо». Твір з астрології.
- «Про землі» Праця з географії.
- «Про ветри з 4 книг».
- «Про природу людини з 4 ниг». Про антропологію.
- Про тварин з 4 книг". Про зоологію.

## Цікавинки
За свідченням низки істориків саме Публій Нігідій Фігул передбачив малолітньому Октавіану імператорську владу над Римом.